# Битва под Яссами (1653)
Би́тва под Я́ссами — сражение между казацко-татарскими войсками с одной стороны и трансильванско-молдавско-валашскими войсками с другой 1 мая 1653 года возле Ясс.
В апреле 1653 года Тимош Хмельницкий начал военный поход в Молдавское княжество и Валахию с целью вернуть молдавский престол своему тестю и союзнику Василе Лупу. Лупу был смещён с престола Георгием Стефаном при поддержке валашского господаря Матея Басараба. 28 апреля казацкие войска пересекли Прут, вступив на территорию запрутской Молдовы. За рекой они столкнулись со значительными валашско-молдавско-трансильванскими силами под командованием Георгия Стефана. 1 мая молдавская конница атаковала казацкие силы, после чего молдаване начали пушечный обстрел противника. Казаки тоже ответили пушечным огнём, начав наступление.
Наступление противника и обстрел молдавских позиций заставил молдавские войска отступить. 2 мая казацкие войска беспрепятственно вошли в Яссы, где Василе Лупу был вновь провозглашён господарем Молдавии.